# Давтаев, Апти Алхазурович
Апти Алхазурович Давтаев (род. 16 мая 1989, Курчалой, Чечено-Ингушская АССР) — российский боксёр-профессионал, чеченского происхождения, выступающий в тяжёлой весовой категории. Среди профессионалов бывший чемпион Азии по версиям WBC Asian Continental (2019—2021) и WBA Asia (2018—2019), чемпион СНГ и Восточной Европы по версии WBC CISBB (2015—2017) в тяжёлом весе.
Лучшая позиция по рейтингу BoxRec — 62-я (апрель 2021) и являлся 6-м среди российских боксёров тяжёлой весовой категории, — входя в ТОП-65 лучших тяжеловесов всего мира.

## Профессиональная карьера
Профессиональную боксёрскую карьеру Апти Давтаев начал 30 марта 2013 года победив украинского боксёра Ивана Богданова (1-3).
11 июля 2015 года состоялся бой Апти Давтаева с хорватским боксёром Яковом Госпичем (15-12) за вакантный титул чемпиона СНГ и Восточной Европы по версии WBC CISBB, который Давтаев завершил во 2-м раунде нокаутировав Якова Госпича и завоевав свой первый чемпионский титул.
26 декабря 2016 года в Грозном после трех нокдаунов в течение двух раундов нокаутировал в третьей трехминутке опытного Шерзода Мамаджанова (8-17)
5 марта 2018 года в Грозном в первом раунде нокаутировал небитого грузинского тяжа Давида Горгиладзе (4-0)
28 мая 2016 года в Ташкенте (Узбекистан) Давтаев техническим нокаутом победил казахстанского боксёра Талгата Досанова (13-14-1) и завоевал чемпионский титул по версии «WorldBoxingChampionship Akhmat».
В конце 2017 года Апти Давтаев уехал на тренировки в США и 12 января 2018 года впервые в своей карьере дрался в США (в городе Верона, штат Нью-Йорк), впервые победил опытного американского джорнимена Гарретта Уилсона (18-13-1, 9 КО), и впервые же победил единогласным решением судей (счёт: 58—56, 58—56, 58—56), показав хорошую выносливость на протяжении всех шести раундов.
22 июня 2018 года в Детроите (США) одержал быструю победу над Кори Фелпсом (16-11-1, 8 КО). После трех нокдаунов в первых двух раундах рефери остановил односторонний бой.
5 сентября 2018 года Давтаев победил техническим нокаутом в 6-м раунде опытного и неудобного украинца Германа Скобенко (5-1-2), и завоевал вакантный титул чемпиона по версии WBA Asia в тяжелом весе.
15 февраля 2019 года в городе Малвэйн (Канзас, США) победил нокаутом в первом раунде джорнимэна Ричарда Кармака (15-15-1, 12 КО).
18 апреля 2019 года Апти Давтаев встретился с Педро Отасом на вечере профессионального бокса в городе Грозном, где в зрелищном поединке завоевал титул чемпиона Азии по версии WBC Asian Boxing Council Continental в тяжелом весе.
19 сентября 2019 года Давтаев защищает свои тутул чемпиона Азии по версии WBC Asian Boxing Council Continental в тяжёлом весе в бою с американским тяжеловесом Дэниелом Мартсом, отправив последнего в нокаут в 1 раунде.
10 января 2020 года в Атлантик Сити (Нью Джерси, США) провел первую защиту титула против джорнимэна Кита Барра (20-13-1, 8 КО). Чемпион остановил Барра в начале 3-го раунда.
21 января 2020 года в Москве защищает свой титул континентального чемпиона Азии по версии WBC в бою с небитым претендентом Джоном Напари (21-0, 15 КО) из Ганы. Бой не продлился и два раунда. Давтаев хорошо работал джебом, а в конце первого раунда претендент упал от толчка, рефери отсчитал нокдаун. Во втором раунде Напари пропустил мощный апперкот и бой был остановлен.
8 апреля 2021 года в Грозном (Россия) досрочно техническим нокаутом в 8-м раунде проиграл опытному конголезцу Джеку Муловайи (9-2-1, 5 KO), и потерял титул чемпиона Азии по версии WBC Asian Boxing Council Continental (3-я защита Давтаева) в тяжелом весе.
25 сентября 2022 года в Казани (Россия) досрочно техническим нокаутом во 2-м раунде победил опытного аргентинца Рикардо Умберто Рамиреса (14-9).
26 августа 2023 года в Казани досрочно победил африканца Муссу Аджибу (30-19-5). Бой был остановлен во втором раунде после нокдауна 
24 февраля 2024 года в Москве в большом вечере бокса нокаутировал в стартовом раунде известного джорнимэна, бывшего претендента на титул в крузервейте 49-летнего Али Исмаилова (20-14-1)
27 июля 2024 года в Москве во втором раунде нокаутировал Александра Зубкова (9-11). На кону боя стоял титул чемпиона России в супертяжелом весе. 

## Статистика профессиональных боёв
В таблице перечислены результаты всех поединков боксёров.
В каждой строке указан результат поединка. Дополнительно номер поединка обозначен цветом, который обозначает итог поединка. Расшифровка обозначений и цветов представлена в нижеследующей таблице.
| Пример | Расшифровка                     |
| ------ | ------------------------------- |
|        | Победа                          |
|        | Ничья                           |
|        | Поражение                       |
|        | Планируемый поединок            |
|        | Поединок признан несостоявшимся |
| КО     | Нокаут                          |
| ТКО    | Технический нокаут              |
| PTS    | Решение судей (по очкам)        |
| UD     | Единогласное решение судей      |
| MD     | Решение большинства судей       |
| SD     | Раздельное решение судей        |
| RTD    | Отказ от продолжения боя        |
| DQ     | Дисквалификация                 |
| NC     | Поединок признан несостоявшимся |

| 26 поединка, 24 победы (23 нокаутом), 1 ничья, 1 поражение. | 26 поединка, 24 победы (23 нокаутом), 1 ничья, 1 поражение. | 26 поединка, 24 победы (23 нокаутом), 1 ничья, 1 поражение. | 26 поединка, 24 победы (23 нокаутом), 1 ничья, 1 поражение. | 26 поединка, 24 победы (23 нокаутом), 1 ничья, 1 поражение. | 26 поединка, 24 победы (23 нокаутом), 1 ничья, 1 поражение. | 26 поединка, 24 победы (23 нокаутом), 1 ничья, 1 поражение. |
| Бой                                                         | Рекорд                                                      | Дата боя                                                    | Соперник                                                    | Место проведения боя                                        | Раундов, время                                              | Дополнительно |
| ----------------------------------------------------------- | ----------------------------------------------------------- | ----------------------------------------------------------- | ----------------------------------------------------------- | ----------------------------------------------------------- | ----------------------------------------------------------- | --- |
| 24                                                          | 22-1-1                                                      | 26 августа 2023                                             | Мусса Аджибу (30-19-5)                                      | Пирамида, Казань, Россия                                    | KO 2 (6), 1:50                                              | Аджибу в нокдауне во втором раунде |
| 23                                                          | 21-1-1                                                      | 25 сентября 2022                                            | Рикардо Умберто Рамирес (14-9)                              | Баскет-холл, Казань, Россия                                 | TKO 2 (8), 2:35                                             | Рамирес в нокдауне 4 раза. 1 раз в первом и 3 раза во втором |
| 22                                                          | 20-1-1                                                      | 8 апреля 2021                                               | Джек Муловайи (9-2-1)                                       | Грозный, Россия                                             | ТКО 8 (10), 2:04                                            | Счёт на момент остановки боя: 66-67, 67-66 (дважды). Потерял титул чемпиона Азии по версии WBC Asian Boxing Council Continental (3-я защита Давтаева) в тяжелом весе. |
| 21                                                          | 20-0-1                                                      | 21 февраля 2020                                             | Джон Напари (21-0)                                          | ДС «Динамо» в Крылатском, Москва, Россия                    | KO 2 (10), 1:05                                             | Защитил титул чемпиона Азии по версии WBC Asian Boxing Council Continental (2-я защита Давтаева) в тяжелом весе.                                                      |
| 20                                                          | 19-0-1                                                      | 10 января 2020                                              | Кейт Барр (20-12-1)                                         | Ocean Resort Casino, Атлантик-Сити, Нью-Джерси, США         | TKO 3 (8), 0:38                                             | |
| 19                                                          | 18-0-1                                                      | 19 сентября 2019                                            | Дэниел Мартц (18-7-1)                                       | ДС Увайса Ахтаева, Грозный, Россия                          | TKO 1 (10), 1:09                                            | Защитил титул чемпиона Азии по версии WBC Asian Boxing Council Continental (1-я защита Давтаева) в тяжелом весе.                                                      |
| 18                                                          | 17-0-1                                                      | 18 апреля 2019                                              | Педро Отас (32-4-1)                                         | СК Колизей, Грозный, Россия                                 | KO 5 (10), 1:18                                             | Завоевал титул чемпиона Азии по версии WBC Asian Boxing Council Continental в тяжелом весе.                                                                           |
| 17                                                          | 16-0-1                                                      | 15 февраля 2019                                             | Ричард Кармак (15-14-1)                                     | Канзас Стар Арена, Малвейн, Канзас, США                     | KO 1 (10), 2:26                                             | |
| 16                                                          | 15-0-1                                                      | 5 сентября 2018                                             | Герман Скобенко (5-1-2)                                     | Амфитеатр, Грозный, Чечня, Россия                           | TKO 6 (10), 2:48                                            | Завоевал вакантный титул чемпиона Азии по версии WBA Asia в тяжелом весе.                                                                                             |
| 15                                                          | 14-0-1                                                      | 22 июня 2018                                                | Кори Фелпс (16-10-1)                                        | Masonic Temple, Детройт, Мичиган, США                       | TKO 2 (8), 1:17                                             | |
| 14                                                          | 13-0-1                                                      | 12 января 2018                                              | Гарретт Уилсон (18-13-1)                                    | Верона, штат Нью-Йорк, США                                  | UD 6 (6)                                                    | Счёт: 58-56 (трижды). |
| 13                                                          | 12-0-1                                                      | 28 мая 2016                                                 | Талгат Досанов (13-14-1)                                    | ДС «Узбекистан», Ташкент, Узбекистан                        | TKO 1 (10)                                                  | Завоевал чемпионский титул по версии «WorldBoxingChampionship Akhmat».                                                                                                |
| 12                                                          | 11-0-1                                                      | 5 марта 2016                                                | Давид Горгиладзе (8-0)                                      | Спорт-холл «Колизей», Грозный, Россия                       | TKO 1 (6), 0:44                                             | |
| 11                                                          | 10-0-1                                                      | 26 декабря 2015                                             | Шерзод Мамажонов (8-17)                                     | Спорт-холл «Колизей», Грозный, Россия                       | TKO 3 (8), 1:11                                             | |
| 10                                                          | 9-0-1                                                       | 11 июля 2015                                                | Яков Госпич (15-12)                                         | Магдебург, Саксония-Анхальт, Германия                       | KO 2 (10), 1:55                                             | Завоевал вакантный титул чемпиона по версии WBC CIS and Slovenian Boxing Bureau (CISBB) в тяжёлом весе.                                                               |
| 9                                                           | 8-0-1                                                       | 18 октября 2014                                             | Анте Веруника (3-1)                                         | Ростов-на-Дону, Россия                                      | SD 6 (6)                                                    | Счёт: 59-56, 57-57, 55-59. |
| 8                                                           | 8-0                                                         | 5 сентября 2014                                             | Андрей Записов (дебют)                                      | Краснодар, Россия                                           | RTD 2 (4), 3:00                                             | |
| 7                                                           | 7-0                                                         | 6 июля 2014                                                 | Александр Нестеренко (9-2)                                  | «Ахмат-Арена», Грозный, Россия                              | КО 1 (6), 0:34                                              | |
| 6                                                           | 6-0                                                         | 23 мая 2014                                                 | Роман Мирзоев (2-9)                                         | Краснодар, Россия                                           | КО 1 (4), 2:27                                              | |
| 5                                                           | 5-0                                                         | 8 февраля 2014                                              | Александр Притула (0-2)                                     | Ростов-на-Дону, Россия                                      | КО 2 (4), 2:45                                              | |
| Бой                                                         | Рекорд                                                      | Дата боя                                                    | Соперник                                                    | Место проведения боя                                        | Раундов, время                                              | Дополнительно |